# M/S Nämdö
M/S Nämdö är ett isgående passagerarfartyg som tillhör Waxholmsbolaget och sedan december 2009 går i reguljär trafik i Stockholms skärgård. Nämdö är ett av två fartyg i serien, i maj 2010 levererades systerfartyget M/S Gällnö till Waxholmsbolaget. De båda fartygen har ersatt M/S Skarpö och M/S Ramsö, men dessa fick åter träda i tjänst sedan Nämdö och Gällnö drabbats av haverier under senvintern 2011.
I likhet med de tre nya större isgående fartygen M/S Sandhamn, M/S Dalarö och M/S Söderarm är fartyget utrustat med hiss mellan huvuddäck och övre däck för att öka tillgängligheten.